# Ellen Svinhufvud
Alma Ellen Svinhufvud, född Timgren 23 december 1869 i Åbo, död 24 augusti 1953 i Luumäki, var en finländsk presidenthustru.
Svinhufvud ingick vid tjugo års ålder äktenskap med Pehr Evind Svinhufvud, sedermera republikens president. Då maken i december 1914 deporterades till Sibirien följde hon honom till förvisningsorten en återvände till Finland, eftersom hon måste bära ansvar för familjens ekonomi och hemgården Kotkaniemi i Luumäki, där hon inrättade ett pensionat. Hon företog flera gånger den långa och strapatsrika resan till Sibirien.
Då maken 1931 valdes till president blev Svinhufvud rikets första dam. Hon var en uppskattad och vänlig landsmoder som skötte sina representationsuppgifter med värdighet. Då hon var värdinna på slottet serverades gästerna på självständighetsdagen bland annat en tusenbladstårta som Stellas konditori tillverkat enligt ett recept som hon fått av en väninna i Åbo. Tårtan har sedermera uppkallats efter henne.